# Zygomyia immaculata
Zygomyia immaculata är en tvåvingeart som beskrevs av Tonnoir och Edwards 1927. Zygomyia immaculata ingår i släktet Zygomyia och familjen svampmyggor. Inga underarter finns listade i Catalogue of Life.